# Le Plus Sauvage d'entre tous
Pour les articles homonymes, voir Hud.
Pour plus de détails, voir Fiche technique et Distribution.
Le Plus Sauvage d'entre tous (titre original : Hud) est un film américain réalisé par Martin Ritt, sorti en 1963.

## Synopsis
Homer Bannon, propriétaire d'un ranch au Texas, a un fils irresponsable, Ted (Hud en version originale). Ted est un homme égocentrique et violent qui veut prendre les terres de son père et le déclarer irresponsable. Plus jeune, Ted, ivre, a causé la mort de son frère. Le père intègre et droit s'opposera au fils indigne et cruel dans un duel sans merci… Le fils de son frère et l'employée de maison sont pris à partie dans ce rapport de force.

## Fiche technique
- Titre : Le Plus Sauvage d'entre tous
- Titre original : Hud
- Réalisation : Martin Ritt
- Scénario : Irving Ravetch et Harriet Frank Jr. d'après le roman de Larry McMurtry
- Production : Martin Ritt et Irving Ravetch
- Société de production : Paramount Pictures et Salem-Dover Productions
- Musique : Elmer Bernstein
- Photographie : James Wong Howe
- Montage : Frank Bracht
- Direction artistique : Tambi Larsen et Hal Pereira
- Décorateur de plateau : Robert R. Benton et Sam Comer
- Costumes : Edith Head
- Maquillage : Wally Westmore
- Pays de production : États-Unis
- Format : Noir et blanc - 35 mm - 2,35:1 - Son : mono (Westrex Recording System)panavision
- Genre : Western
- Durée : 112 minutes
- Dates de sortie : 
  - États-Unis : 28 mai 1963 (New York)
  - États-Unis : 29 mai 1963 (sortie nationale)
  - France : 13 septembre 1963
- Affiches : Mitchell Hooks (États-Unis), Roger Soubie (France)

## Distribution

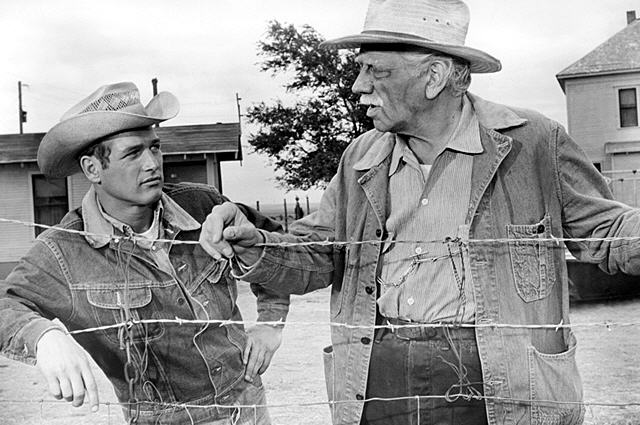
Paul Newman et Melvyn Douglas.

- Paul Newman (VF : Jacques Thebault) : Hud Bannon
- Melvyn Douglas (VF : Claude Péran) : Homer Bannon
- Patricia Neal (VF : Paule Emanuele) : Alma Brown
- Brandon De Wilde (VF : Jacques Bernard) : Lon "Lonnie" Bannon
- Whit Bissell (VF : Roger Rudel) : Mr. Burris, le vétérinaire
- Crahan Denton : Jesse
- John Ashley : Hermy
- Val Avery : Jose
- George Petrie : Joe Scanlon
- Curt Conway : Truman Peters
- Sheldon Allman : Mr. Thompson
- Pitt Herbert (VF : Camille Guérini) : Mr. Larker
- Yvette Vickers : Lily Peters
- Peter Brooks (VF : Claude Bertrand) : George
- Sharyn Hillyer : Myra
- Carl Low : Mr. Kirby
- Robert Hinkle (VF : Maurice Dorléac) : Mr. Franker, le speaker du rodéo
- Don Kennedy : Charlie Tucker

## Récompenses et distinctions
- Oscar de la meilleure actrice pour Patricia Neal
- Oscar du meilleur second rôle masculin pour Melvyn Douglas
- Oscar de la meilleure photographie, catégorie noir et blanc, pour James Wong Howe